# Masalia lanceolata
Masalia lanceolata là một loài bướm đêm trong họ Noctuidae.